# Ануреркууль
Ануреркууль — река на севере Дальнего Востока России, протекает по территории Иультинского района Чукотского АО Российской Федерации. Длина реки — 56 км.
Название в переводе с чук. Ыннывырэркуул — «рыбная глубокая река».
Берёт истоки к востоку от подножия горы Кнур, протекает в северном направлении по заболоченной равнине параллельно реки Амгуэма и впадает в неё же на расстоянии 5 км от её устья. Имеет несколько небольших безымянных притоков.

## Данные водного реестра
По данным государственного водного реестра России относится к Анадыро-Колымскому бассейновому округу.